# Juliusz Malczewski
 Juliusz Malczewski, Juliusz Tadeusz Franciszek Tarnawa-Malczewski (ur. 4 października 1872 w Martynowie Nowym, zm. 1940 we Lwowie) – generał dywizji inżynier Wojska Polskiego, kawaler Orderu Virtuti Militari.

## Życiorys
Urodził się 4 października 1872 w Martynowie Nowym, w ówczesnym powiecie rohatyńskim Królestwa Galicji i Lodomerii, w rodzinie Włodzimierza i Stefanii ze Staszewskich. Pobierał wykształcenie domowe, następnie ukończył gimnazjum w Tarnopolu.
Ukończył Wojskową Wyższą Szkołę Realną w Hranicach, a w 1893 Techniczną Akademię Wojskową w Wiedniu i został wcielony do batalionu pionierów Nr 9 w Krakowie. W latach 1896–1898 był słuchaczem Wyższego Kursu Inżynieryjnego w Wiedniu (niem. Höherer Genie-Curs). Po ukończeniu kursu został przydzielony do Dyrekcji Inżynierii w Przemyślu, pozostając oficerem nadetatowym batalionu pionierów Nr 9. Przysługiwał mu wówczas, obok stopnia wojskowego, tytuł „przydzielony do Sztabu Generalnego”. W 1900 został przeniesiony do czeskiego pułku piechoty nr 74 w Libercu. W 1902 został przydzielony do Dyrekcji Inżynierii w Komárom. W następnym roku otrzymał tytuł oficera Sztabu Generalnego. W 1904 został przydzielony do 2. Oddziału II Sekcji Wojskowego Komitetu Technicznego w Wiedniu. Na przełomie 1908 i 1909 został odkomenderowany do Biura Ewidencyjnego. W 1909 został przydzielony do Dyrekcji Inżynierii w Kotorze (wł. Cattaro), a w następnym roku do Komendy 16 Korpusu w Dubrowniku. W 1912 został przeniesiony do pułku piechoty Nr 15 w Tarnopolu na stanowisko komendanta 1. batalionu. W latach 1912–1913 wziął udział w mobilizacji sił zbrojnych Monarchii Austro-Węgierskiej, wprowadzonej w związku z wojną na Bałkanach. Na czele batalionu walczył w Małopolsce Wschodniej. 8 września 1914 został ciężko ranny. W 1915 zastępca i szef inżynierii armii na Froncie Galicyjskim, potem od 1916 do 1917 dowódca 106 i 128 pułku piechoty. Pod koniec wojny w Sztabie Generalnym. W czasie służby w c. i k. armii awansował na kolejne stopnie: podporucznika (18 sierpnia 1893 ze starszeństwem z 1 września 1893), porucznika (1 maja 1897), kapitana (1 listopada 1900), majora (1 maja 1911), podpułkownika (1 sierpnia 1914) i pułkownika (1 listopada 1916). W 1917 przyznano mu tytuł inżyniera.
W grudniu 1918 wrócił do kraju i wstąpił do Wojska Polskiego. Od grudnia 1918 szef Oddziału IV Technicznego Sztabu Generalnego. W lutym 1919 mianowany został II zastępcą szefa Sztabu Generalnego–głównym kwatermistrzem. 1 maja 1920 zatwierdzony został z dniem 1 kwietnia 1920 w stopniu generała podporucznika (3 maja 1922 zweryfikowany w stopniu generała brygady ze starszeństwem z dniem 1 czerwca 1919). 17 lipca 1920 został zwolniony ze stanowiska. 14 października 1920 powierzono mu pełnienie obowiązków szefa Oddziału IV Sztabu Ministerstwa Spraw Wojskowych.
W marcu 1921 został szefem sztabu Ministerstwa Spraw Wojskowych, a później I zastępcą szefa Sztabu Generalnego. 24 stycznia 1922 został przewodniczącym Komisji Kontrolnej nad Wytwórniami dla potrzeb wojskowych oraz członkiem Rady Wojennej „ze specjalnym zadaniem referowania Radzie Wojennej spraw wytwórni dla potrzeb wojskowych”. Od listopada 1922 dowódca Okręgu Korpusu Nr III w Grodnie. W tym czasie główny inicjator i sponsor budowy Grobu Nieznanego Żołnierza w Warszawie. 12 marca 1924 został mianowany dowódcą Okręgu Korpusu Nr VI we Lwowie. Wówczas był jednym z pierwszych inicjatorów budowy Dom Żołnierza Polskiego we Lwowie. 31 marca 1924 został mianowany generałem dywizji ze starszeństwem z dniem 1 lipca 1923 i 2. lokatą w korpusie generałów. Pu udaniu się 17 maja 1925 udał się na 2-miesięczny urlop wiceministra gen. Stefana Majewskiego został jego zastępcą. 21 grudnia 1925 został mianowany dowódcą Okręgu Korpusu Nr I w Warszawie oraz inspektorem armii.
10 maja 1926 Prezydent RP Stanisław Wojciechowski mianował go ministrem spraw wojskowych w rządzie Wincentego Witosa. Jedną z jego pierwszych decyzji był rozkaz nakazujący jednostkom wiernym Piłsudskiemu powrót z manewrów w Rembertowie do garnizonów, ponieważ podejrzewał, że oddziały te zamierzały przeprowadzić przewrót polityczny podczas nieobecności prezydenta Wojciechowskiego w Warszawie. Wojskowi jednak tego polecenia nie wykonali. Dodatkowo, w nocy z 11 na 12 maja zaczęły przemieszczać się w kierunku Warszawy inne pułki. Generał nie mógł przeciwdziałać, ponieważ oddziały, którymi wcześniej dowodził, zostały wycofane daleko poza miasto na wniosek poprzedniego ministra spraw wojskowych – gen. Lucjana Żeligowskiego, który był zwolennikiem Piłsudskiego.
W trakcie przewrotu majowego, w dniu 12 maja o godz. 14:45 spotkał się z gen. Tadeuszem Rozwadowskim, który po rozmowie zgodził się objąć stanowisko dowódcy obrony Warszawy. Następnie odbył naradę z płk. Władysławem Andersem, gen. Rozwadowskim oraz nowo powołanym szefem Sztabu Generalnego gen. Stanisławem Hallerem, podczas której podjęto decyzję o przeniesieniu dowództwa do Belwederu. Generał skapitulował na polecenie prezydenta Wojciechowskiego w celu przerwania rozlewu krwi. 14 maja, wraz z resztą ministrów, złożył w pałacu w Wilanowie na ręce marszałka Sejmu Macieja Rataja prośbę o dymisję ze stanowiska. 15 maja Maciej Rataj, w zastępstwie Prezydenta RP, zwolnił go z urzędu ministra spraw wojskowych.
Malczewski został przez stronników Piłsudskiego aresztowany i uwięziony, początkowo w drewutni w Wilanowie. 26 maja 1926 został przeniesiony do Wojskowego Więzienia Śledczego nr III na Antokolu w Wilnie. Razem z nim więzieni tam byli generałowie: Tadeusz Rozwadowski, Włodzimierz Zagórski i Bolesław Jaźwiński. Oskarżono ich o przestępstwa kryminalne. W tym czasie piłsudczycy rozpętali w prasie nagonkę przeciwko osadzonym. W społeczeństwie nasiliła się jednak akcja petycyjna w obronie uwięzionych wojskowych. W kwietniu 1927 sympatyk Piłsudskiego, rektor Uniwersytetu Wileńskiego prof. Marian Zdziechowski napisał w ich obronie broszurę „Sprawa sumienia polskiego”. Przed sądem Malczewski został uniewinniony i wkrótce uwolniony. Z dniem 31 stycznia 1927 został przeniesiony w stan spoczynku. Mieszkał we Lwowie przy ul. Czarneckiego 10.
Po agresji ZSRR na Polskę i rozpoczęciu okupacji Lwowa przez Armię Czerwoną (22 września 1939) generał został aresztowany już 27 września 1939 r. przez NKWD. W grupie wówczas aresztowanych znaleźli się także prezydent Lwowa – Stanisław Ostrowski i gen. Wojciech Rogalski. W okresie 1939–1940 był więziony przy ul. Łąckiego we Lwowie, a potem w wieku 68 lat zamordowany.

## Ordery i odznaczenia

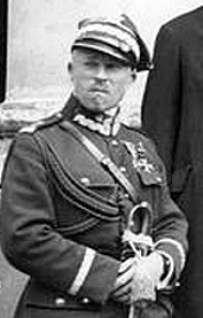
Generał Juliusz Tarnawa-Malczewski (1926)

- Krzyż Srebrny Orderu Wojskowego Virtuti Militari nr 5217 (28 lutego 1922)[31]
- Krzyż Komandorski Orderu Odrodzenia Polski (7 listopada 1925)[32][33]
- Krzyż Oficerski Orderu Odrodzenia Polski (29 grudnia 1921)[34][35][36]
- Medal Pamiątkowy za Wojnę 1918–1921[36]
- Medal Dziesięciolecia Odzyskanej Niepodległości[36]
- Krzyż Wielkiego Oficera Orderu Gwiazdy Rumunii (Rumunia)[36]
- Krzyż Komandorski Orderu Legii Honorowej nr 30513 (Francja, 23 czerwca 1925)[37]
- Krzyż Zasługi Węgierskiego Czerwonego Krzyża (Węgry)[36]
- Krzyż Rycerski Orderu Leopolda z dekoracją wojenną i z uwolnieniem od taksy (Austro-Węgry, 1917)[38] oraz mieczami[21]
- Order Korony Żelaznej 3 klasy z dekoracją wojenną (Austro-Węgry)[21]
- Krzyż Zasługi Wojskowej 3 klasy z dekoracją wojenną i mieczami (Austro-Węgry)[21]
- Brązowy Medal Zasługi Wojskowej z mieczami na wstążce Krzyża Zasługi Wojskowej (Austro-Węgry)[21]
- Brązowy Medal Zasługi Wojskowej na czerwonej wstążce (Austro-Węgry)[21]
- Krzyż Wojskowy Karola (Austro-Węgry)[21]
- Brązowy Medal Jubileuszowy Pamiątkowy dla Sił Zbrojnych i Żandarmerii (Austro-Węgry)[21]
- Krzyż Jubileuszowy Wojskowy (Austro-Węgry)[21]
- Krzyż Pamiątkowy Mobilizacji 1912–1913 (Austro-Węgry)[21]